# Château Margaux

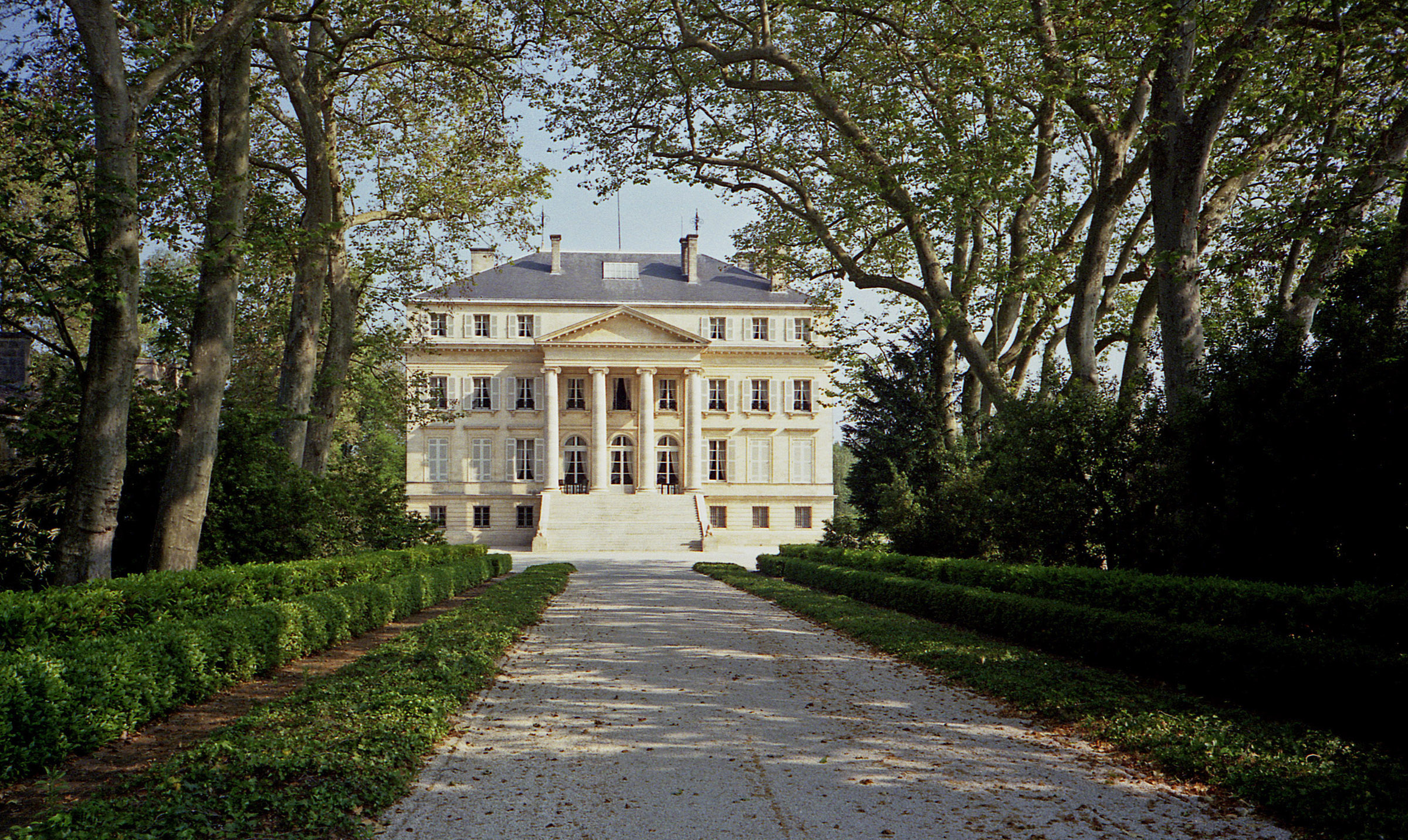
Château Margaux

Das Château Margaux ist ein Weingut im Gebiet Médoc bei Bordeaux. Es erzeugt einen der berühmtesten Weine der Welt. Seit 1855 trägt Château Margaux den Titel Premier Grand Cru, eines „Ersten Großen Gewächses“, den es sich im Médoc heute mit nur drei weiteren Châteaux teilt; allerdings gibt es ein weiteres in der Region Graves: Lafite, Latour, Mouton und Haut-Brion in der Region Graves.
Nach dem Wein vom Schloss Margaux, oder nach dem benachbarten gleichnamigen Ort Margaux soll die Enkelin Margaux des amerikanischen Autors Ernest Hemingway benannt worden sein.

## Lagen und Weinbereitung

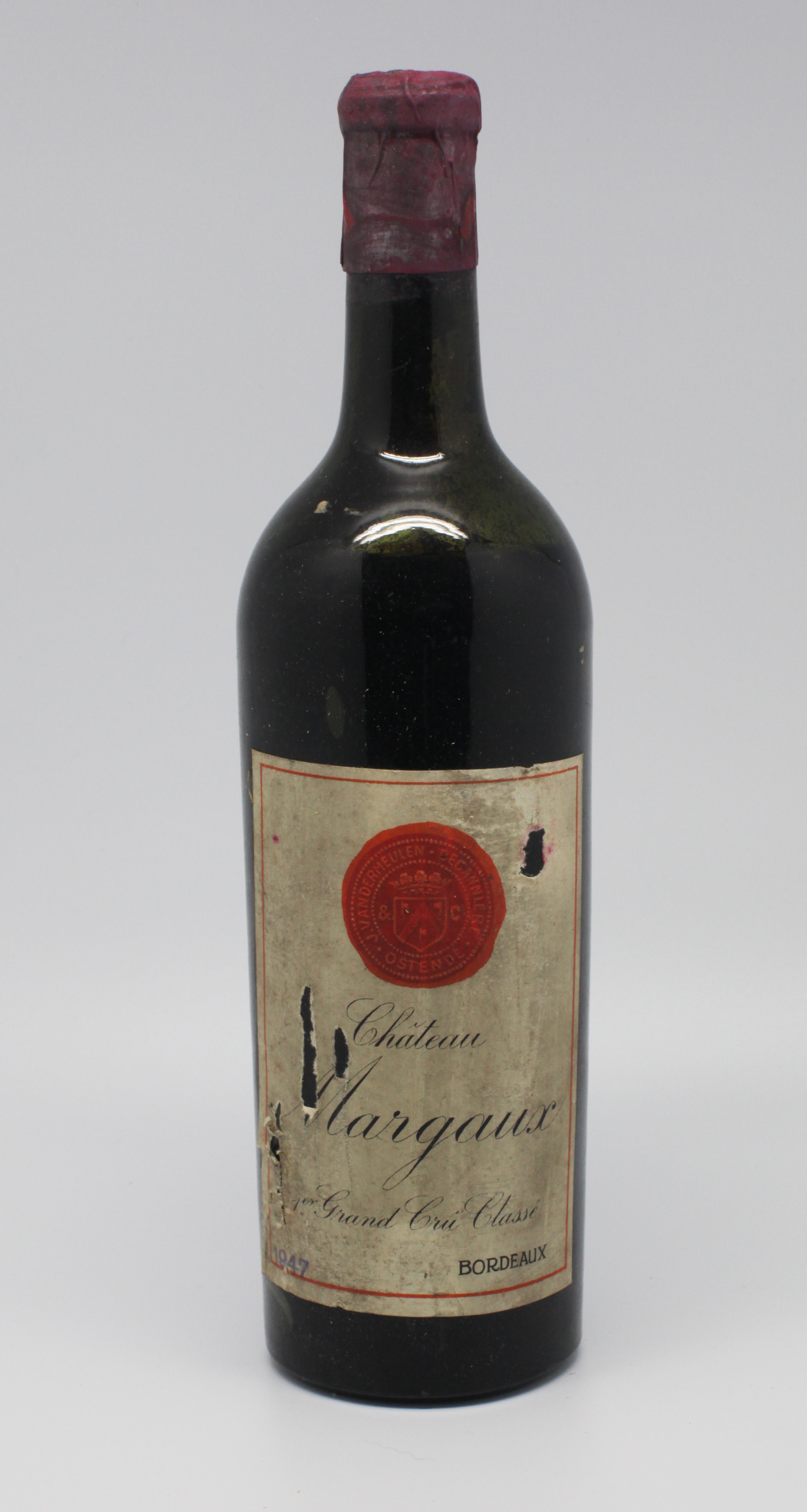
Jahrgang 1947

Das Château Margaux verfügt über eines der besten Terroirs des Médoc. Die Parzellen, auf denen der Château Margaux erzeugt wird, sind im Wesentlichen dieselben wie schon 1855. Sie befinden sich ausschließlich in der Gemeinde Margaux und sind teilweise leicht zur Gironde geneigt. Der Boden besteht aus einer vier bis elf Meter tiefen, homogenen Schicht mittlerer bis feiner Kiesel, die in der Günz-Eiszeit von der Garonne abgelagert wurden. Er ist verhältnismäßig kalkhaltig und besitzt einen hervorragenden Wasserabzug. Die Weinreben werden dadurch zu einer besonders tiefen Wurzelbildung gezwungen.
Château Margaux verfügt über 265 ha Grundbesitz; die Anbaufläche für Wein beträgt insgesamt 99 ha. Davon sind 87 ha für den Rotwein reserviert. Der Anteil des Cabernet Sauvignon liegt bei 75 %, 20 % entfallen auf Merlot, den Rest teilen sich Cabernet Franc und Petit Verdot. 12 ha sind mit Sauvignon Blanc bestockt, hieraus wird der Weißwein Pavillon Blanc gekeltert.
Die Rotweinbereitung folgt der Tradition des Bordeaux: Drei Wochen auf der Maische in großen Holzbottichen, anschließend 18 bis 24 Monate Ausbau in neuen Eichenfässern. Der Château Margaux wird ungefiltert abgefüllt. In den Grand Vin kommen dabei lediglich zwischen 40 und 60 % des Rotweines. Der Rest, vor allem der Ertrag junger Rebanlagen, wird unter dem Zweitetikett Pavillon Rouge verkauft.
Château Margaux wird vom Önologen Jacques Boissenot sowie dessen Sohn Eric begleitet und beraten.

## Wein

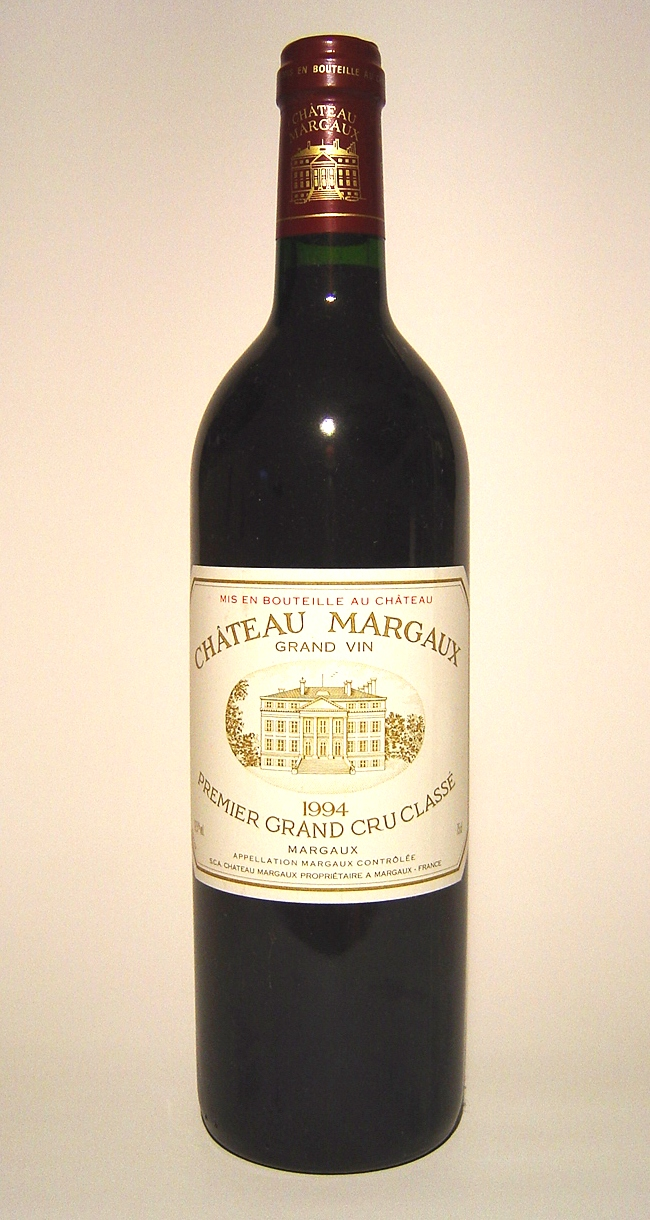
Jahrgang 1994

Das Château Margaux erzeugt einen der teuersten Rotweine der Welt. Wie allgemein bei den Weinen von Margaux, deren unbestrittene Spitze er darstellt, stehen Bukett und Finesse im Vordergrund. Seiner Langlebigkeit tut dies aber keinen Abbruch; zur vollen Entfaltung benötigt er auch in kleineren Jahrgängen meist über zehn Jahre. Er legt dabei sogar an Körper zu.

Das Lagerpotenzial reicht aber noch weit darüber hinaus, wie der bekannte Weinautor Michael Broadbent bezeugt: Er gab einem 1987 verkosteten 1787er (!) Château Margaux seine Höchstbewertung von fünf Sternen: 

„Bukett […] mit großer Reichhaltigkeit und Tiefe. […] mit einem sehr lebhaften, vollen Geschmack, perfekt in Gewicht, Länge und Abgang.“

Als größte Jahrgänge der jüngeren Zeit gelten 1982, 1983, 1986, 1990, 1996, 2000 und 2005.
Der Chateau Margaux-Rotwein von 1986 und der 1990er haben (Stand 2006) je einen Marktwert von ca. 500 Euro per Normalflasche. Andere, kleinere Jahrgänge sind preiswerter (1999er für ca. 165 Euro), andere jedoch noch weitaus teurer: der 1900er wird als nachweislich gut gelagerte Flasche für ca. 8.000 bis 10.000 Euro gehandelt.

## Geschichte

### Vom Mittelalter bis in die 1970er Jahre
Die Ursprünge des Gutes verlieren sich im Mittelalter, seine erste urkundliche Erwähnung fällt ins späte 15. Jahrhundert. Es war damals unter dem Namen Lamothe bekannt. Es war ein befestigtes Schloss und gehörte dem Herrn de Montferrand, später dem Herrn de Durfort. Der eigentliche Weinberg wurde zwischen 1572 und 1582 vom damaligen Eigentümer Pierre de Lestonnac durch systematische Käufe von Parzellen begründet. 1654 kam das Gut von Margaux durch Heirat in den Einflussbereich der führenden Bordelaiser Familie Pontac, der auch das Château Haut-Brion gehörte. Dessen Wein wurde als erster Bordeaux überhaupt unter dem Namen des Gutes verkauft. 1750 gehört es einem Herrn de Fumel. Dieser machte bedeutende Anpflanzungen feiner Rebsorten. Seit Beginn des 18. Jahrhunderts ist auch der Wein von Margaux unter seinem Namen in England bekannt, das bis 1900 das Hauptabnehmerland blieb.
Die Weinbereitung machte im 18. Jahrhundert große Fortschritte. So wurden erstmals ausschließlich blaue Trauben für den Rotwein verwendet, und die Lese erfolgte erst, nachdem der morgendliche Tau abgetrocknet war. Zu den Liebhabern des Château Margaux zählten seinerzeit der britische Premierminister Robert Walpole sowie der amerikanische Botschafter und spätere Präsident Thomas Jefferson. In einem Schreiben vom 24. Mai 1787 bescheinigt Jefferson den Weinen den Rang eines premier Cru.

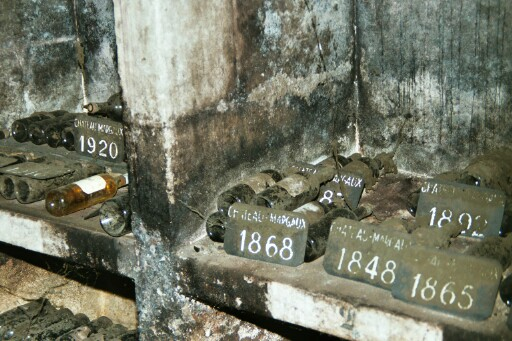
Alte Weinflaschen auf Château Margaux

Die Französische Revolution brachte das Ende der dreihundertjährigen familiären Kontinuität des Gutes. Es wurde beschlagnahmt, konnte aber zunächst von der letzten Erbin der Familie zurückgekauft werden. Sie war mit dem Baron de Brane verheiratet, der jedoch in die Emigration ging. Sie war angesichts der Schuldenlast gezwungen, das Gut zu verkaufen. 1802 erwarb es der Marquis de Lacolonilla. Dieser ließ die alte Burg niederreißen und errichtete bis 1816 das heutige Schloss. 1836 wurde Vicomte Alexandre Aguado, Marquis de Las Marimas Eigentümer. Dessen Sohn verkaufte 1879 an den Grafen Pillet-Will. In den folgenden 170 Jahren ging das Château Margaux durch die Hände von Bankiers und Handelshäusern. 1921 gründeten die Eigentümer eine Aktiengesellschaft, die Société vinicole de Château Margaux. Zum Schutz vor Fälschungen einigten sich die führenden Châteaux des Médoc 1924 darauf, ihren Wein ausschließlich auf dem Gut abzufüllen. In den schwierigen Jahren zwischen Weltwirtschaftskrise und Zweitem Weltkrieg wurde hiervon jedoch wieder abgewichen; erst seit 1950 verlässt kein Fasswein mehr das Château Margaux.
Von 1937 bis 1961 werden neben den eigenen Weinen auch die Produkte von Château Durfort-Vivens in den Kellern von Margaux verarbeitet. In den 1960er-Jahren setzte ein langsamer Niedergang des Château Margaux ein. Die Eigentümerfamilie Ginestet griff zu wenig angesehenen Praktiken wie dem Verschnitt verschiedener Jahrgänge. Die Rezession infolge der Ölkrise von 1973 erhöhte den Druck auf das Unternehmen Ginestet, sodass Château Margaux seit 1975 zum Verkauf stand.

### Die heutigen Eigentümer

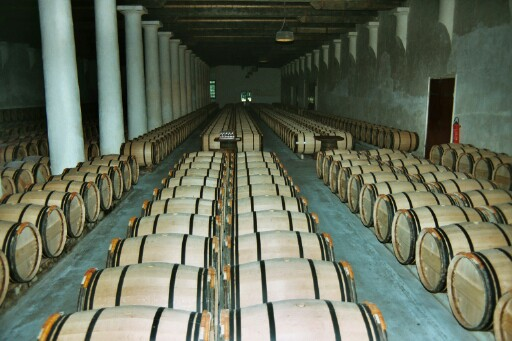
Fasskeller von Château Margaux

Im Jahre 1977 erwarb schließlich der aus Griechenland stammende Unternehmer André Mentzelopoulos für 72 Millionen Francs das Château Margaux – einschließlich der noch im Keller liegenden Jahrgänge 1974, 1975 und 1976. Da es lange schon ein Gesetz gab, das die Premier-Châteaux zu den nationalen Kulturgütern zählt, musste der Käufer erst als Franzose eingebürgert werden, bevor er ins Grundbuch eingetragen wurde. Beraten vom berühmten Bordelaiser Önologen Émile Peynaud, investierte der neue Eigentümer große Summen in Keller und Weinberg. Zur Verbesserung der Qualität des „Grand Vin“ führte er wieder den Zweitwein „Pavillon Rouge“ ein. Der Jahrgang 1978 markiert die Renaissance des Château Margaux. André Mentzelopoulos starb jedoch bereits Ende 1980.
Seine Frau Laura und seine Tochter Corinne Mentzelopoulos verkauften um 1990 die Aktien des Château Margaux an ein luxemburgisches Unternehmen, bei der die italienische Familie Agnelli (Fiat) wesentliche Anteile besitzt. Das bisherige Management wurde übernommen. Im Jahr 2003 übernahm Corinne den 75-Prozent-Anteil der Erben von Giovanni Agnelli für geschätzte 350 Mio. Euro, womit das Château Margaux als einer der teuersten Grundbesitzungen Frankreichs gelten kann. 2023 übernahmen ihre Kinder Alexis Leven-Mentzelopoulos und Alexandra Petit-Mentzelopoulos ihre Nachfolge in der Geschäftsführung und im Aufsichtsrat.